# Bitwa pod Shiroyamą
Bitwa pod Shiroyamą była decydującą bitwą wojny Seinan, która miała miejsce 24 września 1877 roku w Shiroyamie
prefekturze Kagoshima , pomiędzy wówczas nielicznymi samurajami z domeny Satsuma dowodzonymi przez Saigo Takamoriego a Cesarską Armią Japońską dowodzoną przez Yamagatę Aritomo i Kawamurę Sumiyoshi.
W tej bitwie obóz Saigo został zniszczony, a rebelia Satsumy, ostatnia wojna domowa w Japonii , dobiegła końca

## Sytuacja wojenna
1 września 1877 roku , po przegranych bitwach na Kiusiu, w tym oblężeniu zamku Kumamoto , siły Saigo wycofały się do Satsumy i zajęły Shiroyamę , górującą nad Kagoshimą .
Niedługo potem przybyła armia pod dowództwem Aritomo Yamagaty i marynarka pod dowództwem Sumiyoshi Kawamury , a obóz Saigo został szybko otoczony . W ciągu zaledwie sześciu tygodni od porażki pod zamkiem Kumamoto siły Saigo zmniejszyły się z około 20 000 do około 500, w porównaniu do 30 000 żołnierzy armii cesarskiej, z powodu połączenia dezercji i strat w bitwach.
Chociaż Yamagata był daleko przed Saigo, udało mu się osłabić obronę poprzez budowę kolejnych fortyfikacji , okrążenie Shiroyamy i bombardowanie jej pięcioma okrętami wojennymi . Rozkazał także ataki ze wszystkich stron, aby zapobiec ucieczkom, a także nakazał ataki na obozy walczące z wrogiem, niezależnie od szkód poniesionych przez jego własnych sojuszników .
23 września Kawamura zażądał bezwarunkowej kapitulacji obozu Saigo i ostrzegł, że oszczędzi życie Saigo, jeśli go mu wyda, ale zaatakuje obóz, jeśli do godziny 17:00 nie otrzyma odpowiedzi. Ponieważ nie było odpowiedzi, rozpoczął się ostrzał artyleryjski, zadając niszczycielski cios obozowi Saigo .  Saigo próbował walczyć przy użyciu ograniczonego sprzętu, w tym karabinów Snider , ale krytycznie brakowało mu amunicji i był zmuszony uciekać się do przetapiania metalowych posągów, aby zrobić z nich kule i naprawiać je piłą ciesielską .

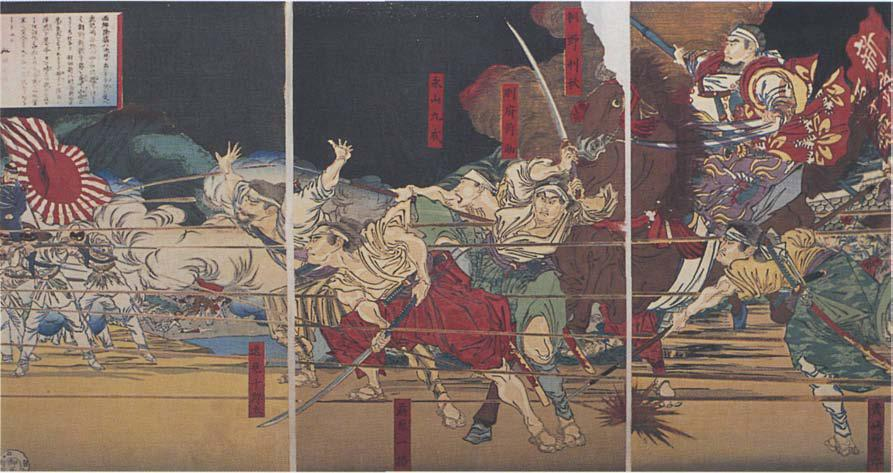

Po nocy ostrzału artyleryjskiego siły Yamagaty wkroczyły do obozu o 4 rano. Siły Saigo, pod ciężkim ostrzałem, wkroczyły w szeregi armii, która nie miała żadnego przeszkolenia w walce wręcz. W rezultacie, w ciągu zaledwie kilku minut, tymczasowo zorganizowane szeregi zostały zdezorganizowane, a zaawansowana szermierka sił Saigo pokonała prawie niewyszkolone siły armii. Jednak pomimo różnicy w wyszkoleniu, siły Saigo były przytłaczająco słabsze pod względem siły bojowej i zostały zmuszone do odwrotu.
Saigo został poważnie ranny w tętnicę udową i brzuch , i został zniesiony z góry przez Shinsuke Beppu, gdy szukał miejsca do wykonania seppuku . Beppu wykonał ścięcie i odciął głowę Saigo, ukrywając ją przed wrogiem .  Jednakże, ponieważ ścięcie zostało wykonane w pośpiechu, część włosów Saigo pozostała, a głowę odkrył kulis .
Po śmierci Saigo, Beppu, który dowodził, popełnił samobójstwo, a pozostali samurajowie , którym brakowało amunicji, dobyli mieczy , zeszli z góry i zginęli w bitwie. To oznaczało koniec wojny Seinan .

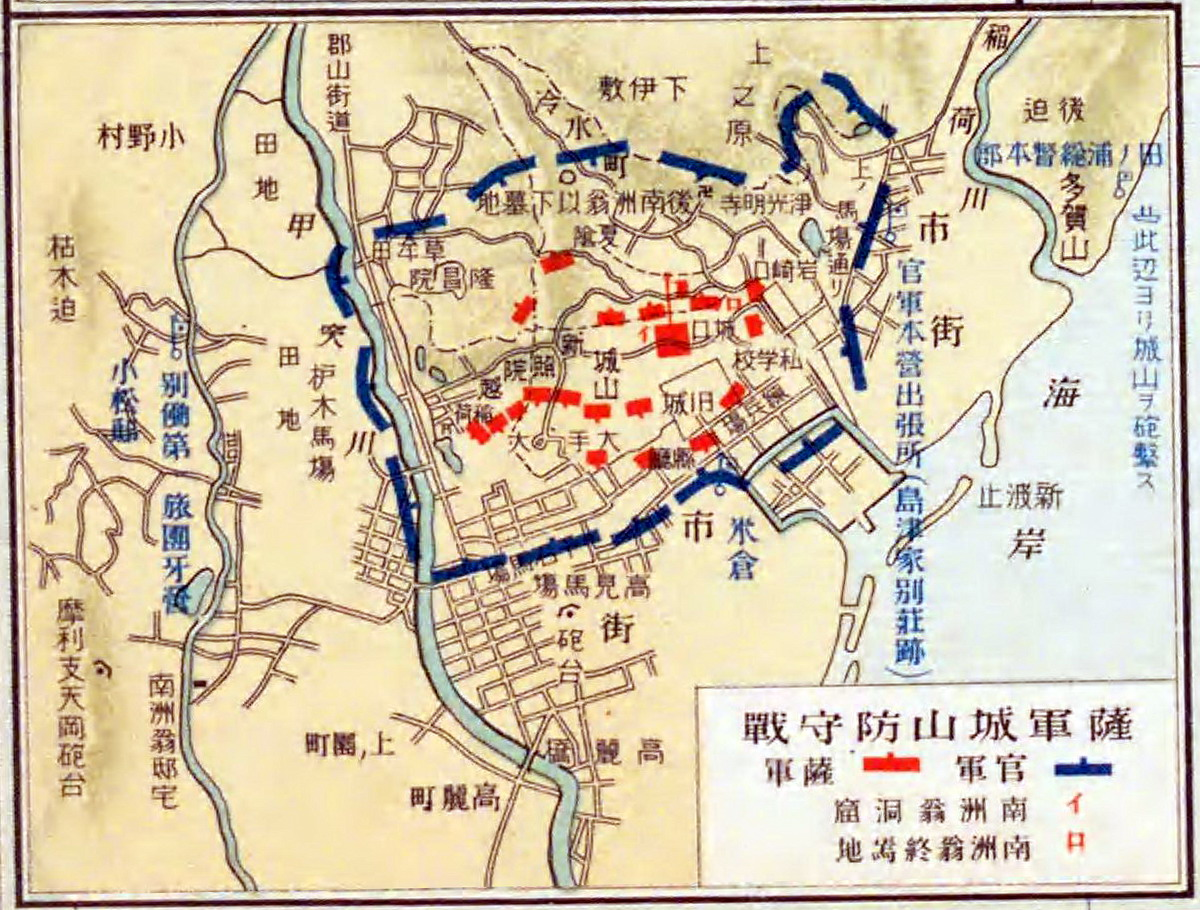
Bitwa pod Shiroyamą

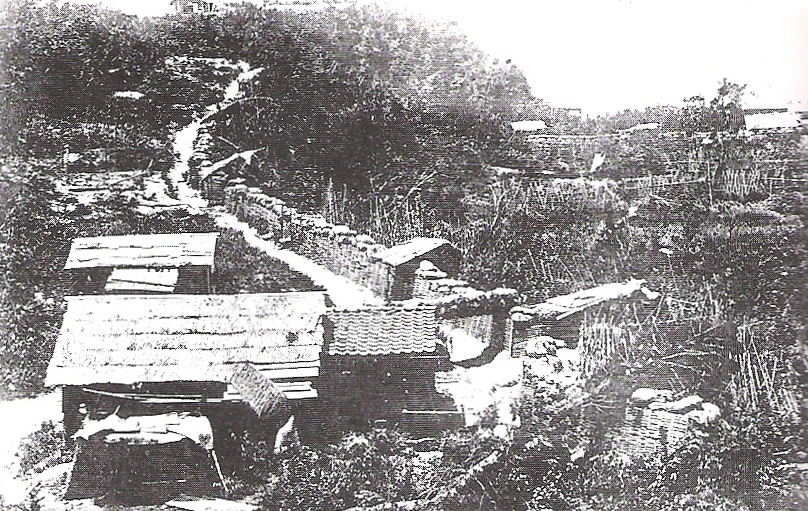
Cesarska Armia Japońska oblegająca Shiroyamę

## Wpływ
Zakończenie rebelii Satsumy pochłonęło łącznie 420 milionów jenów  i skłoniło Japonię do odejścia od standardu złota , a rząd zaczął emitować papierowe pieniądze .
Powstanie w Satsumie doprowadziło również do uchwalenia 4 lutego 1877 r. ustawy obniżającej podatki gruntowe z 3% do 2,5% oraz powodującej dalszą redukcję rocznych wydatków Japonii z 685 milionów jenów do 512,5 miliona jenów, podczas gdy dług narodowy Japonii wzrósł z 1,4 miliarda jenów do 3,5 miliarda jenów .
Po zakończeniu wojny klasa samurajów została praktycznie wyniszczona przez udowodnioną siłę bojową Cesarskiej Armii Japońskiej, która składała się z poborowych obywateli .  Ich porażka pokazała siłę nowoczesnej artylerii i karabinów .
W 1889 roku (Meiji 22) Saigo został pośmiertnie ułaskawiony .  Następnie w parku Ueno i ruinach zamku Kagoshima wzniesiono brązowe posągi Saigo Takamoriego, aby upamiętnić jego dziedzictwo. Saigo Takamori został nazwany przez obywateli „tragicznym bohaterem”, a jego czyny uznano za zaszczytny przykład bushido i japońskiego ducha .